# Saint-Martin-de-Mâcon
Pour les articles homonymes, voir Saint-Martin.
Saint-Martin-de-Mâcon est une commune du Centre-Ouest de la France située dans le département des Deux-Sèvres en région Nouvelle-Aquitaine.

## Géographie
À huit kilomètres au nord-est de Thouars, la commune est limitée, à l'est, par le département de la Vienne.
Elle est formée de trois villages principaux : Chavigny, Mayé et Saint-Martin-de-Mâcon.

### Divers
La commune fait partie de la communauté de communes du Thouarsais et du syndicat du Pays Thouarsais.

### Climat
Pour des articles plus généraux, voir Climat de la Nouvelle-Aquitaine et Climat des Deux-Sèvres.
Historiquement, la commune est exposée à un climat océanique du nord-ouest.  
En 2020, Météo-France publie une typologie des climats de la France métropolitaine dans laquelle la commune est dans une zone de transition entre le climat océanique et le climat océanique altéré et est dans la région climatique  Moyenne vallée de la Loire, caractérisée par une bonne insolation (1 850 h/an) et un été peu pluvieux.
Pour la période 1971-2000, la température annuelle moyenne est de 11,9 °C, avec une amplitude thermique annuelle de 14,6 °C. Le cumul annuel moyen de précipitations est de 588 mm, avec 10,4 jours de précipitations en janvier et 5,9 jours en juillet. Pour la période 1991-2020, la température moyenne annuelle observée sur la station météorologique la plus proche, située sur la commune de Thouars à 9 km à vol d'oiseau, est de 13,1 °C et le cumul annuel moyen de précipitations est de 575,5 mm,. Pour l'avenir, les paramètres climatiques de la commune estimés pour 2050 selon différents scénarios d’émission de gaz à effet de serre sont consultables sur un site dédié publié par Météo-France en novembre 2022.

## Urbanisme

### Typologie
Au 1er janvier 2024, Saint-Martin-de-Mâcon est catégorisée commune rurale à habitat dispersé, selon la nouvelle grille communale de densité à sept niveaux définie par l'Insee en 2022.
Elle est située hors unité urbaine. Par ailleurs la commune fait partie de l'aire d'attraction de Thouars, dont elle est une commune de la couronne,. Cette aire, qui regroupe 26 communes, est catégorisée dans les aires de moins de 50 000 habitants,.

### Occupation des sols
L'occupation des sols de la commune, telle qu'elle ressort de la base de données européenne d’occupation biophysique des sols Corine Land Cover (CLC), est marquée par l'importance des territoires agricoles (91,4 % en 2018), une proportion identique à celle de 1990 (91,4 %). La répartition détaillée en 2018 est la suivante : 
terres arables (69,4 %), zones agricoles hétérogènes (18,7 %), forêts (6,4 %), prairies (2,3 %), zones urbanisées (2,1 %), cultures permanentes (0,9 %). L'évolution de l’occupation des sols de la commune et de ses infrastructures peut être observée sur les différentes représentations cartographiques du territoire : la carte de Cassini (XVIIIe siècle), la carte d'état-major (1820-1866) et les cartes ou photos aériennes de l'IGN pour la période actuelle (1950 à aujourd'hui).

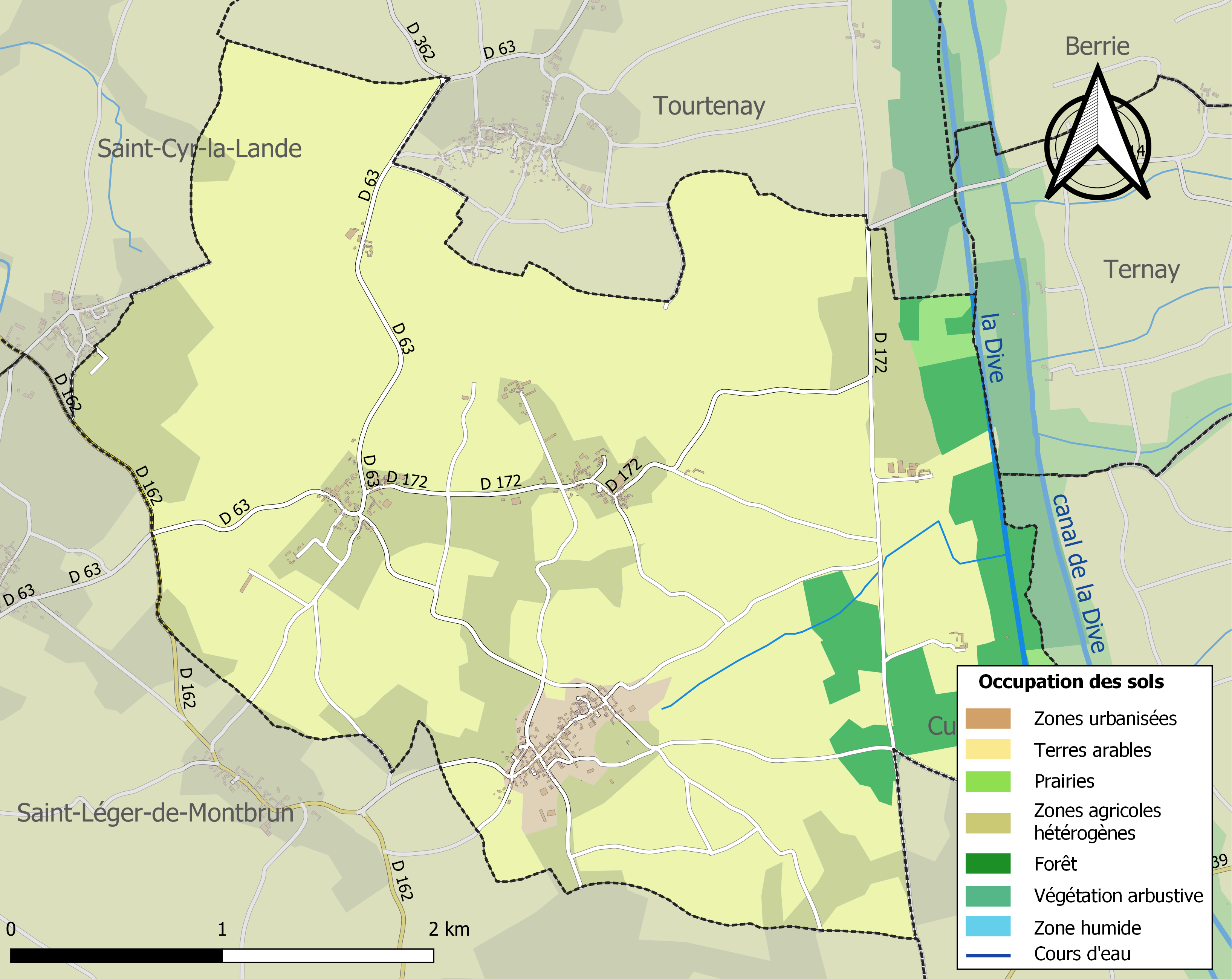
Carte des infrastructures et de l'occupation des sols de la commune en 2018 (CLC).

### Risques majeurs
Le territoire de la commune de Saint-Martin-de-Mâcon est vulnérable à différents aléas naturels : météorologiques (tempête, orage, neige, grand froid, canicule ou sécheresse), inondations, mouvements de terrains et séisme (sismicité modérée). Un site publié par le BRGM permet d'évaluer simplement et rapidement les risques d'un bien localisé soit par son adresse soit par le numéro de sa parcelle.
Certaines parties du territoire communal sont susceptibles d’être affectées par le risque d’inondation par débordement de cours d'eau, notamment la Dive. La commune a été reconnue en état de catastrophe naturelle au titre des dommages causés par les inondations et coulées de boue survenues en 1982, 1983, 1999 et 2010,.

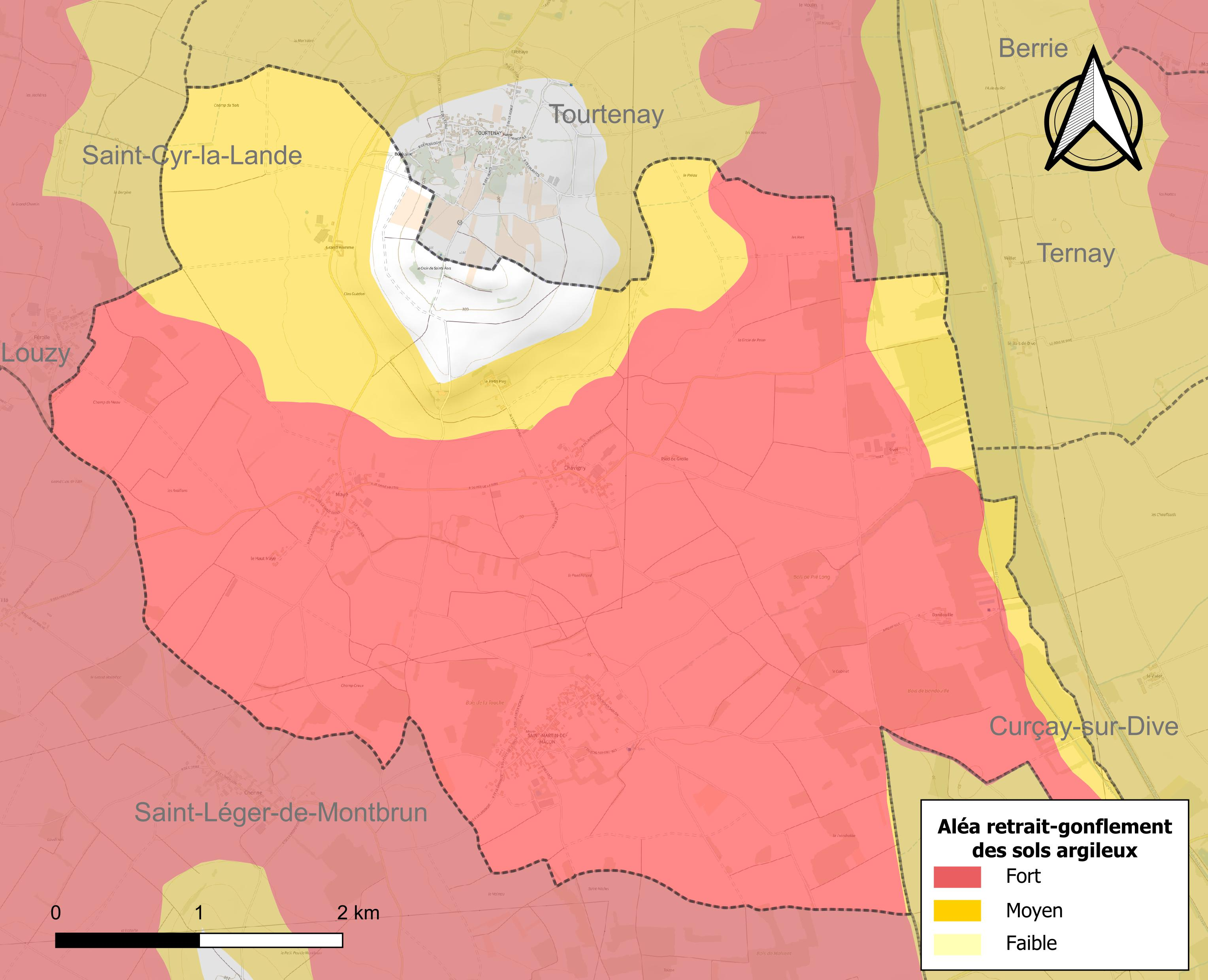
Carte des zones d'aléa retrait-gonflement des sols argileux de Saint-Martin-de-Mâcon.

Les mouvements de terrains susceptibles de se produire sur la commune sont des tassements différentiels. Le retrait-gonflement des sols argileux est susceptible d'engendrer des dommages importants aux bâtiments en cas d’alternance de périodes de sécheresse et de pluie. 96 % de la superficie communale est en aléa moyen ou fort (54,9 % au niveau départemental et 48,5 % au niveau national). Depuis le 1er octobre 2020, en application de la loi ELAN, différentes contraintes s'imposent aux vendeurs, maîtres d'ouvrages ou constructeurs de biens situés dans une zone classée en aléa moyen ou fort,.
La commune a été reconnue en état de catastrophe naturelle au titre des dommages causés par la sécheresse en 1989 et 1991 et par des mouvements de terrain en 1999 et 2010.

## Histoire
La commune fut connue sous les noms de Ecclesia de Mascone (1021-1022), Sanctus Martinus de Machum (1249), Maacon (1278), Mascons (1300), Saint Martin Mascon (1573) et Saint Martin de Mascon (1782). Sur la carte de Cassini représentant la France entre 1756 et 1789, le village est identifié sous le nom de Macon.
Du XVe au début du XVIIIe siècle, la commune et les alentours (dont Tourtenay et Saint-Cyr-la-Lande) appartenaient aux seigneurs de la ville de Férolles qui ont participé à quasiment tous les conflits locaux, notamment aux côtés des La Trémoille.

## Politique et administration
Sous l'Ancien Régime, la commune étant sur les marches de l'Anjou et du Poitou, dépendait de la sénéchaussée et du gouvernement militaire de Saumur, du doyenné et de l'élection de Thouars et d'autres fonctions religieuses revenaient à Saint Martin de Tours.
| Période   | Période   | Identité          | Étiquette      | Qualité              |
| --------- | --------- | ----------------- | -------------- | -------------------- |
| ?         | mars 2001 | Claude Grolleau   | -              |                      |
| mars 2001 | mars 2014 | Jean Cousin       | SE             | Retraité             |
| mars 2014 | En cours  | Christophe Collot | Sans étiquette | Directeur commercial |

## Démographie
En 1789, on recensait 124 feux dans le village.
L'évolution du nombre d'habitants est connue à travers les recensements de la population effectués dans la commune depuis 1793. Pour les communes de moins de 10 000 habitants, une enquête de recensement portant sur toute la population est réalisée tous les cinq ans, les populations de référence des années intermédiaires étant quant à elles estimées par interpolation ou extrapolation. Pour la commune, le premier recensement exhaustif entrant dans le cadre du nouveau dispositif a été réalisé en 2006.

En 2022, la commune comptait 320 habitants, en évolution de +1,59 % par rapport à 2016 (Deux-Sèvres : +0,18 %, France hors Mayotte : +2,11 %).
| 1793 | 1800 | 1806 | 1821 | 1831 | 1836 | 1841 | 1846 | 1851 |
| ---- | ---- | ---- | ---- | ---- | ---- | ---- | ---- | ---- |
| 458  | 404  | 475  | 502  | 506  | 508  | 533  | 541  | 556  |

| 1856 | 1861 | 1866 | 1872 | 1876 | 1881 | 1886 | 1891 | 1896 |
| ---- | ---- | ---- | ---- | ---- | ---- | ---- | ---- | ---- |
| 527  | 524  | 509  | 503  | 491  | 472  | 453  | 438  | 456  |

| 1901 | 1906 | 1911 | 1921 | 1926 | 1931 | 1936 | 1946 | 1954 |
| ---- | ---- | ---- | ---- | ---- | ---- | ---- | ---- | ---- |
| 445  | 454  | 472  | 405  | 398  | 373  | 391  | 404  | 404  |

| 1962 | 1968 | 1975 | 1982 | 1990 | 1999 | 2006 | 2011 | 2016 |
| ---- | ---- | ---- | ---- | ---- | ---- | ---- | ---- | ---- |
| 384  | 341  | 322  | 314  | 347  | 332  | 318  | 338  | 315  |

| 2021 | 2022 | - | - | - | - | - | - | - |
| ---- | ---- | - | - | - | - | - | - | - |
| 311  | 320  | - | - | - | - | - | - | - |

## Lieux et monuments

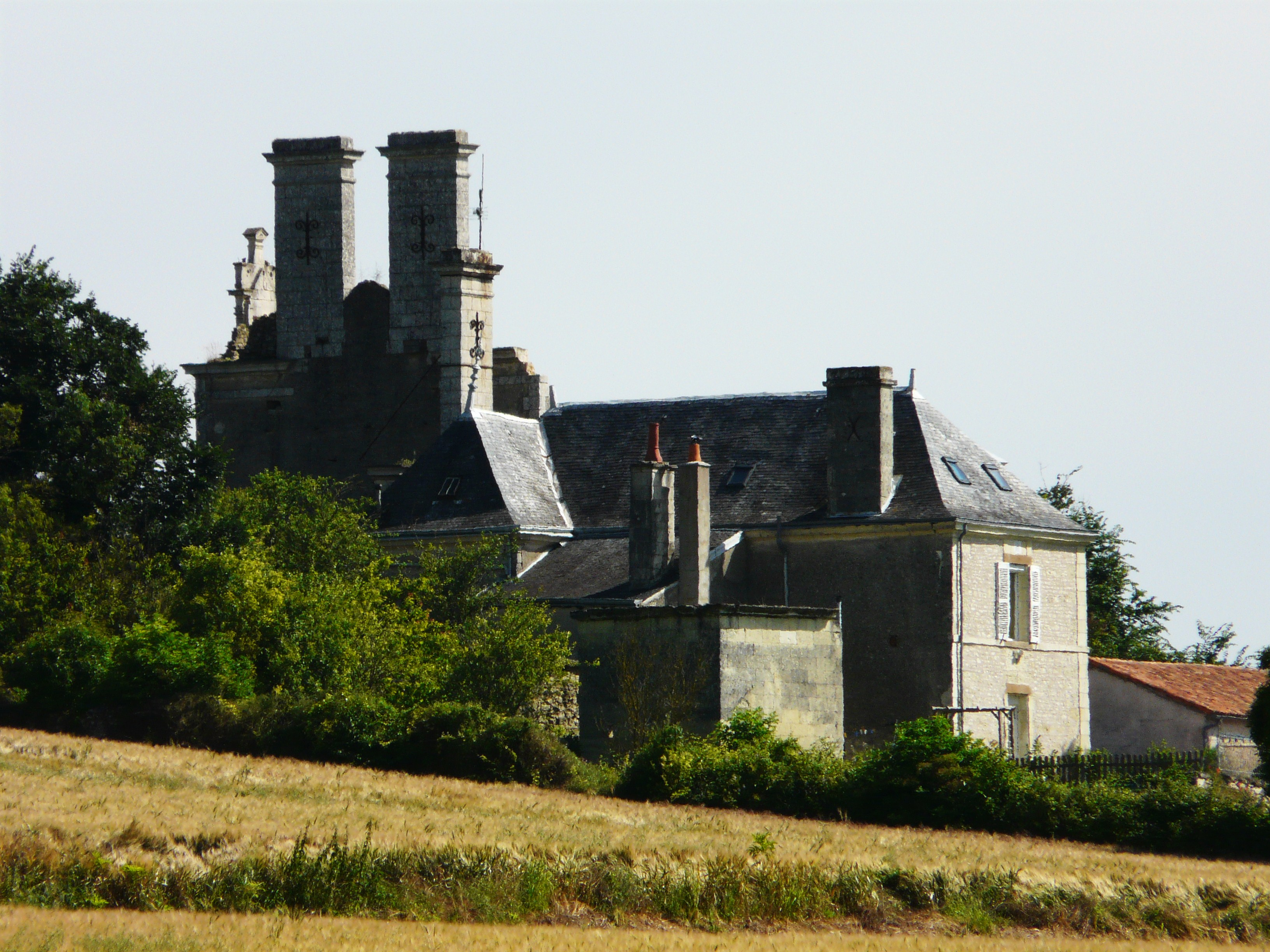
Château du Petit Puy.

- L'église Saint-Martin, XVe siècle, située à quelques centaines de mètres du village de Mayé.
- Le château du Petit Puy.
- Le pont de la Reine Blanche, construit sur la Petite Dive, se trouve en extrême limite du territoire communal, mais sur la commune voisine de Curçay-sur-Dive.
- L'ancien prieuré Notre-Dame de Dive du XIIIe siècle de l'ordre de Grandmont du Petit-Bandouille-sur-Dive (propriété privée)[27],[28].